# Chevrolet Aveo
La Chevrolet Aveo è una utilitaria prodotta dalla casa automobilistica americana Chevrolet a partire dal 2006. Nasce come erede del modello Kalos.
Nel 2011 è stata presentata la seconda generazione che viene prodotta fino al 2020.
È stata sostituita in alcuni mercati dalla seconda serie di Chevrolet Onix.

## Genesi
In precedenza, il nome Aveo era stato utilizzato per indicare la Daewoo/Chevrolet Kalos venduta in Nord America. La prima serie fu identificata come T200 e fu venduta dal 2002 fino al 2005 (in altri mercati, come l'Europa, l'uscita dal listino è avvenuta solo ad inizio 2008), data in cui fu pesantemente ristilizzata ed identificata come T250 (nei paesi dove il modello precedente uscì dai listini con un leggero ritardo rispetto agli altri, venne identificata invece come se fosse una nuova generazione), adottando anche in Europa il nome Aveo.

## Prima generazione (2006-2011)
L'Aveo debutta al Salone dell'automobile di Francoforte edizione 2005 sotto le vesti di una berlina tre volumi compatta; i vertici General Motors infatti decisero di anticipare il debutto dell'erede della Kalos lanciando per prima questa versione destinata in prevalenza ai mercati dell'est europeo con produzione presso gli ex impianti FSO di Varsavia in Polonia e solo più tardi al salone di Francoforte 2007 debuttò anche la classica utilitaria a tre e cinque porte in una versione verniciata di rosso dotata di uno scenografico kit sportivo comprensivo di cerchi in lega specifici (che non sono stati resi disponibili per la produzione di serie) e spoiler nei sottoporta e nel frontale.
La nuova Aveo (nata dal Progetto T250) risulta essere una versione profondamente rivista della precedente Kalos, sia in termini di stile che di meccanica. Progettata in Corea dalla Daewoo la carrozzeria è stata alleggerita utilizzando materiali in lega leggera mentre il design è stato elaborato presso il centro stile General Motors americano con il supporto del Pan-Asia Technical Automotive Center (joint venture tra la General Motors e il gruppo cinese SAIC); si basa su un'evoluzione stilistica della Kalos rendendo più sportivo e filante il frontale per adeguare l'auto al recente family feeling adottato dalla Chevrolet.

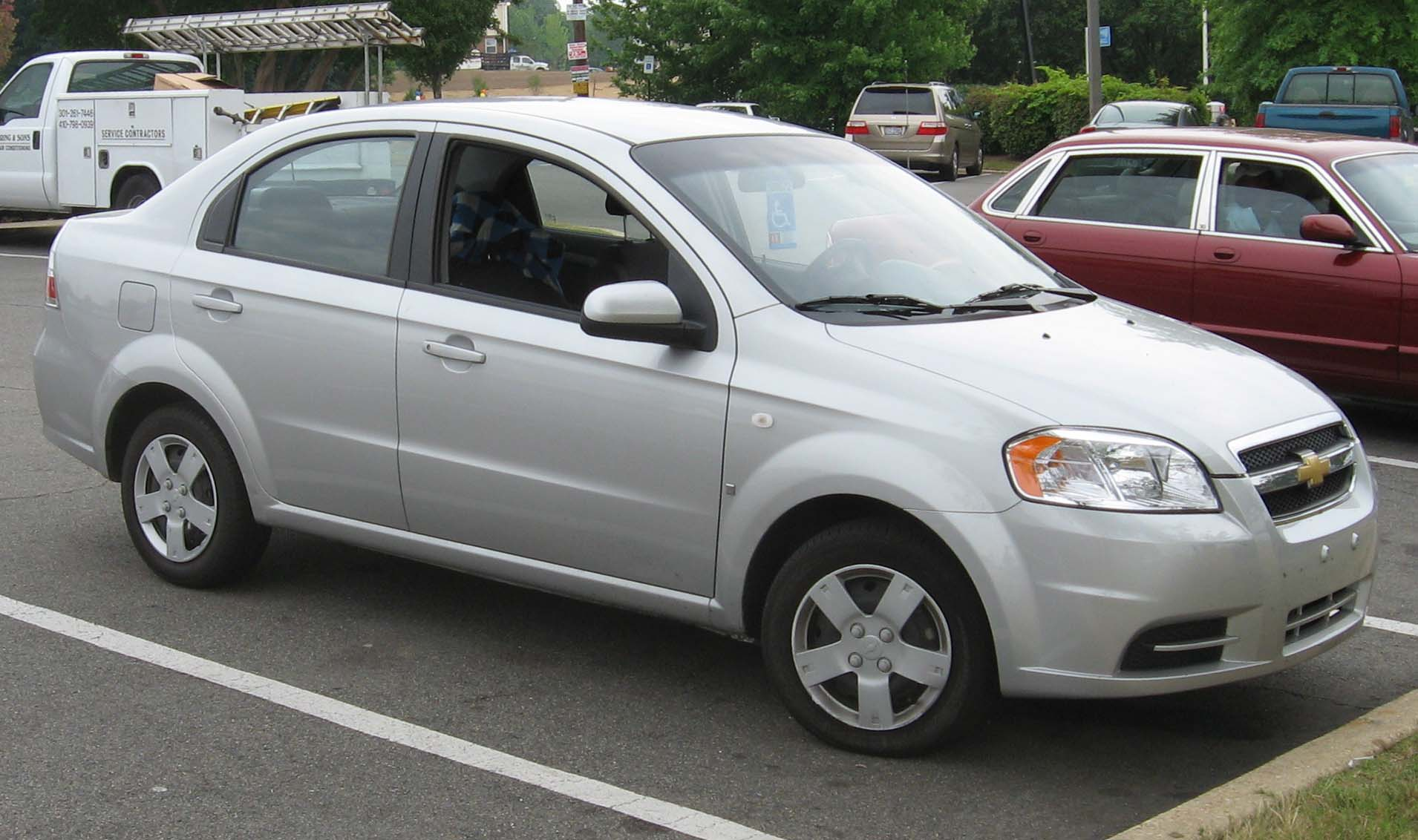
Chevrolet Aveo berlina tre volumi per il mercato estero

Per le Aveo con carrozzeria due volumi caratteristiche sono le prese d'aria laterali integrate alla vetratura che risale lungo la linea di cintura mentre nei sottoporta si trova una nervatura abbinata ai passaruota in rilievo, il frontale viene dominato da una grande calandra sdoppiata con prese d'aria inferiori che incorporano i fendinebbia dalle cornici cromate mentre nella coda sono stati adottati dei fanali dalla complessa geometria: l'elemento centrale di forma circolare culmina con numerosi spigoli. I principali difetti quali la scarsa visibilità posteriore dovuta al lunotto di piccole dimensioni e l'elevata soglia di carico del bagagliaio posteriore sono rimasti. Le Aveo due volumi sono lunghe circa 3,92 metri e possiedono un passo di 2,48 metri.
Le Aveo tre volumi invece possiedono un design più tradizionale e meno estroso, il frontale possiede dei fanali di forma rettangolare completamente differenti come la calandra cromata in un unico pezzo che ospita il marchio della casa, nella fiancata solo i passaruota in leggero rilievo rendono meno pesante l'aspetto dell'autovettura mentre la coda presenta i fanali di forma triangolare con sfondo ad effetto ghiaccio e un elemento cromato che si estende per tutta la lunghezza del portellone. La berlina è lunga 4,31 metri e possiede lo stesso passo della versione tre e cinque porte.
Internamente sono stati compiuti dei passi avanti in fatto di qualità, le plastiche tutte rigide sono state riviste e vengono assemblate con maggiore cura, il disegno della plancia segue un andamento a V, le bocchette d'aerazione del climatizzatore sono rimaste di forma circolare, i comandi audio sono stati spostati più in alto rispetto alla Kalos mentre nella parte bassa è stato sistemato il climatizzatore manuale (ma sui mercati esteri è disponibile anche l'automatico monozona). Per rendere l'aspetto della plancia più elegante sono disponibili anche delle plastiche in stile alluminio e degli elementi in finta radica. L'abitacolo è spazioso per cinque adulti, inoltre è stato incrementato lo spazio a disposizione per i passeggeri posteriori.
La nuova Aveo viene prodotta in Polonia e distribuita in tutta l'Europa ma la General Motors ha mantenuto le strategie di marketing, rivelatesi un successo, adottate già con la vecchia Kalos: commercializzare l'autovettura in tutto il mondo adottando differenti denominazioni a seconda del mercato nel quale un tipo di marchio gode di maggiore prestigio. Infatti per la Corea del Sud è stato riconvertito lo stabilimento di Bupyong per la produzione locale e per la commercializzazione sotto il nome di Daewoo Gentra (la berlina tre volumi) e GentraX (la cinque porte). Ovviamente è stata venduta anche in America, con produzione in Messico, andando a costituire l'auto d'accesso alla gamma Chevrolet statunitense mentre in Asia è stata prodotta e commercializzata in India e Thailandia. Inoltre la produzione è stata affidata anche agli impianti GM di Hanoi in Vietnam e di Bogotà in Colombia; dal 2007 viene assemblata anche in Egitto e, grazie ad un accordo con la UkrAVTO, anche in Ucraina.

### Meccanica

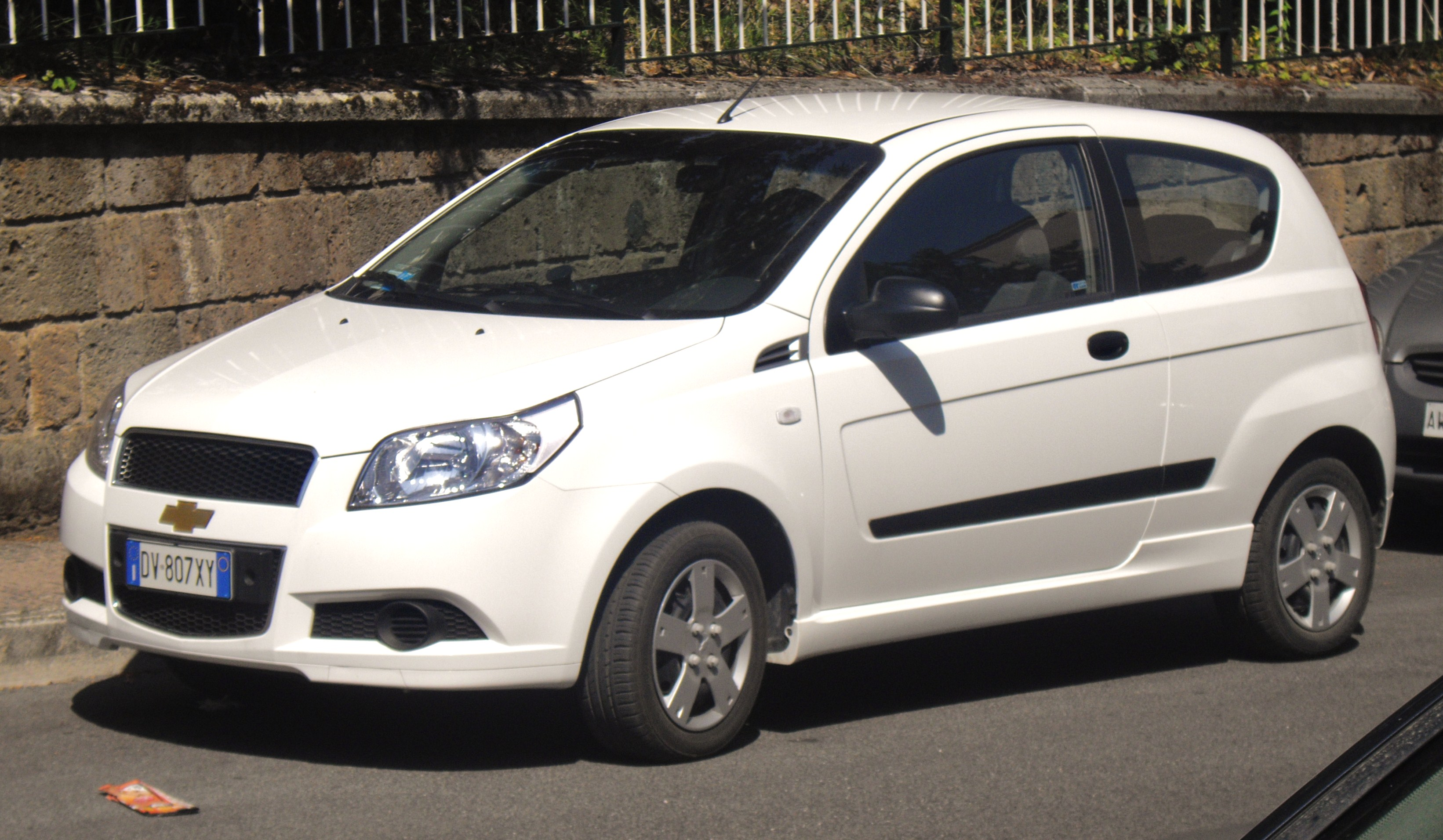
Aveo in versione 3 porte

La Aveo T250 è stata realizzata su una versione rivista del precedente Pianale T già visto sulla Kalos. La General Motors infatti ha preferito mantenere gran parte della già collaudata meccanica in modo da incrementare l'affidabilità del modello e al tempo stesso per limitare i costi di produzione. Il motore è sempre disposto anteriormente con relativa trazione anteriore; sospensioni anteriori a ruote indipendenti MacPherson e posteriori a ruote interconnesse con ponte torcente e barra stabilizzatrice con impianto frenante composto da dischi autoventilati all'avantreno e tamburi al retrotreno. L'assetto è stato tarato per garantire un notevole comfort soprattutto sullo sconnesso, ciò però penalizza le doti stradali della vettura infatti si evidenzia un marcato rollìo in curva. Inoltre la mancanza del controllo elettronico della stabilità limita la sicurezza automobilistica. Curata l'aerodinamica infatti l'auto possiede un coefficiente di resistenza all'aria pari a 0,326.
Tutte le Aveo sono equipaggiate di serie dei doppi airbag frontali, del sistema anti bloccaggio delle ruote motrici (ABS a quattro canali con EBD) e delle cinture di sicurezza con attacco a tre punti. Le versioni di punta dispongono di serie anche degli airbag laterali oltre ai fendinebbia. Nel 2006 l'Aveo berlina tre volumi è stata testata ai crash test EuroNCAP riscontrano una valutazione negativa: solo una stella e mezza nella protezione degli adulti durante l'urto frontale e ciò classifica l'Aveo come una delle auto meno sicure testate dall'ente. Lo scarso risultato del test è da considerarsi in riferimento al solo modello a tre volumi, dotato di dotazioni di sicurezza scarse, in quanto non pensato per il mercato europeo. La versione a due volumi è stata invece testata ai crash test dall'ente australiano ANCAP, ottenendo un punteggio di 4 stelle su 5. Per entrambe le versioni i test riportano per la protezione dei bambini un punteggio di quattro stelle su cinque, e una buona prova d'investimento pedoni con il punteggio di tre stelle su cinque grazie al frontale arrotondato.

### Versioni e allestimenti

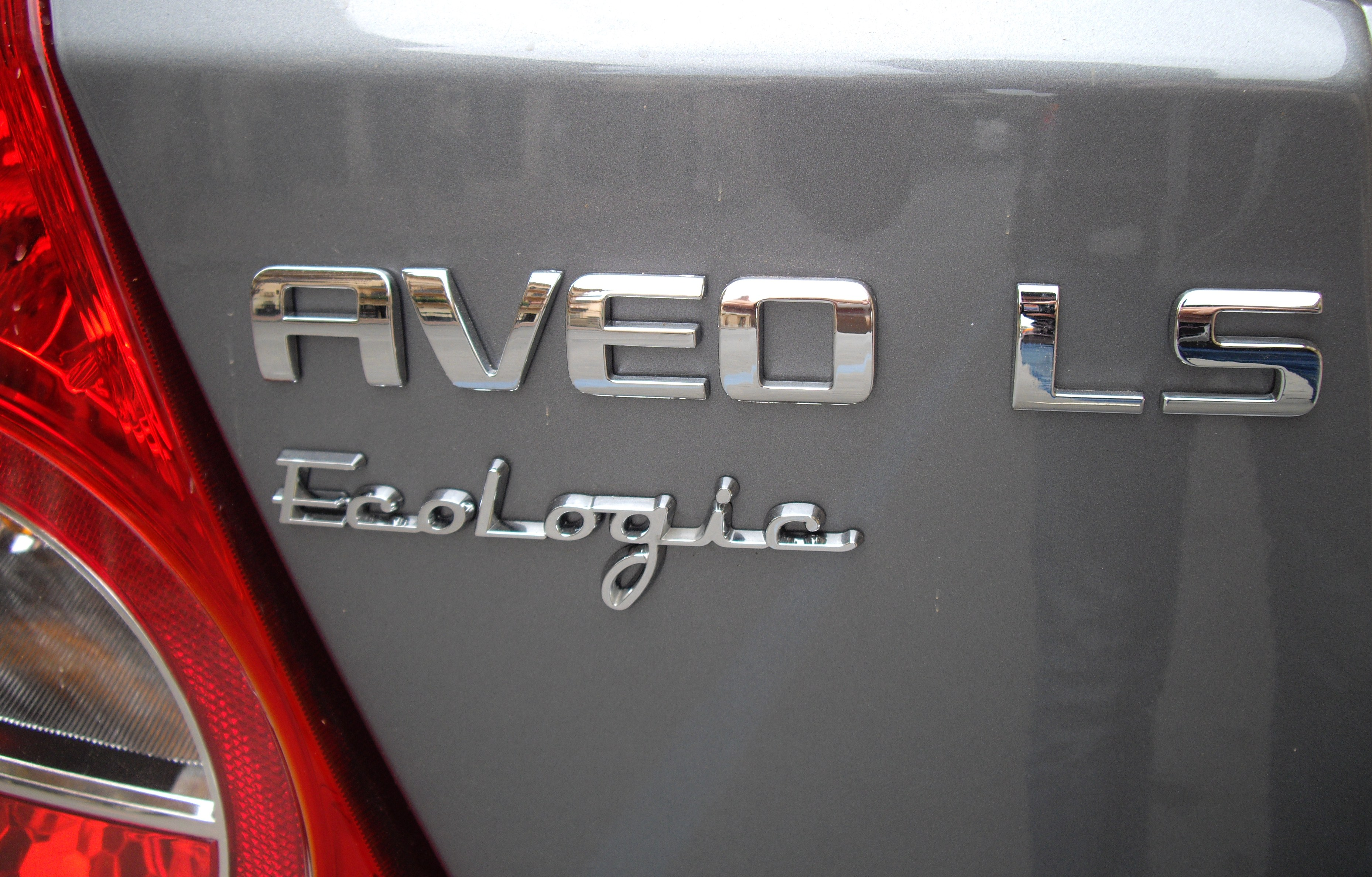
Il logo Aveo Eco Logic

In Italia l'auto è stata importata a partire dal 2008 nelle varianti a tre e cinque porte ed ha riscosso subito un discreto successo commerciale grazie al prezzo di listino ridotto ed ai bassi costi di esercizio. Le versioni più apprezzate sono state le Aveo Eco Logic caratterizzate dalla doppia alimentazione benzina e GPL grazie ad un impianto a gas prodotto e installato dalla BRC Gas Equipment in Italia e in seguito omologato direttamente dalla casa costruttrice in modo da poter usufruire degli incentivi governativi per le auto a basso impatto ambientale. Nonostante ciò l'auto è stata criticata durante le prove effettuate dalle testate giornalistiche italiane di possedere un elevato consumo di carburante nella modalità a GPL. Il passaggio dall'alimentazione a benzina a quello a gas avviene in automatico trascorsi un paio di minuti dopo la messa in moto poiché è la centralina che gestisce l'impianto.
Sul mercato italiano l'Aveo viene proposta in una gamma composta da tre allestimenti: la versione base denominata Aveo L disponibile con il solo motore 1.2 a benzina o GPL e in versione tre porte, la versione intermedia Aveo LS con il 1.2 a benzina o GPL sia tre che cinque porte e la più sportiva Aveo LT abbinata al 1.2 a benzina o GPL con tre e cinque porte oppure al 1.4 benzina solo in versione tre porte. La L dispone di serie oltre l'ABS con i doppi airbag frontali anche del servosterzo, alzacristalli elettrici manuali, l'autoradio CD ed MP3 con ingresso Aux-in e il climatizzatore a controllo manuale, la LS aggiunge il computer di bordo, la chiusura centralizzata, retrovisori e maniglie delle portiere in tinta carrozzeria, cerchi in acciaio da 15" e specchietti regolabili elettricamente mentre la più sportiva LT dispone dello spoiler posteriore, fendinebbia con cornici cromate, prese d'aria laterali, comandi audio al volante, kit stile alluminio nell'abitacolo, alzacristalli elettrici posteriori (per la cinque porte) e cerchi in lega da 15".

### Motorizzazioni
I propulsori disponibili sin dal debutto sono stati due quattro cilindri alimentati a benzina: il piccolo 1.2 16V facente parte della famiglia motoristica S-Tec II è stato sviluppato dalla General Motors, è una unità di nuova concezione creata appositamente per il mercato europeo incrementando il volume dei cilindri fino alla cubatura di 1.206 cm³. Migliorato anche il sistema di fasatura variabile in grado di garantire dei costi di gestione minori e delle buone prestazioni. Questo 1.2 sfrutta l'iniezione elettronica multipoint ed eroga la potenza massima di 84 cavalli a 6.000 giri/min per una coppia motrice di 114 N·m a 3.800 giri/min. La casa dichiara un'accelerazione da 0 a 100 km/h registrata in 12,8 secondi per una velocità di punta pari a 170 km/h. Il motore viene omologato Euro 4 e garantisce un consumo medio di circa 18,2 km/l per emissioni di anidride carbonica pari a 132 grammi al chilometro. Nelle versioni Eco Logic alimentate a GPL la casa dichiara dei consumi leggermente più elevati infatti l'auto percorre in media 13,9 km/l mentre le emissioni vengono ridotte fino a 116 grammi al km di anidride carbonica. L'autonomia a gas è di 467 km.
Il più grande 1.4 16V E-Tec è stato potenziato fino a 101 cavalli; come il 1.2 anche il 1.4 dispone dell'iniezione elettronica multipoint ed è alimentato a benzina; la versione Eco Logic a GPL non è stata prodotta poiché le vendite di questo propulsore anche sulla precedente Kalos si sono sempre contenute in poche migliaia di unità. La coppia massima è di 131 N·m erogati a 4.200 giri/min mentre le prestazioni dichiarate sono lo scatto da 0 a 100 km/h in 11,9 secondi per una velocità massima di 175 km/h. Il consumo medio è di 16,9 km/l per emissioni pari a 140 grammi al km di CO2.
Sul mercato americano ed australiano l'Aveo è disponibile con il solo propulsore 1.6 16V Ecotec di origine Opel erogante 103 cavalli a 5.800 giri/min per una coppia massima di 145 N·m a 3.600 giri/min con un consumo medio di 14,3 km/l ed emissioni pari a 182 grammi di anidride carbonica emessa al km. Tutti i propulsori sono abbinati ad un cambio manuale a cinque rapporti mentre il 1.4 16V ed il 1.6 16V sono disponibili per i mercati esteri anche con trasmissione automatica a quattro rapporti.
| Modello                    | Disponibilità | Motore                           | Cilindrata cm³ | Potenza        | Coppia massima          | Emissioni CO2 (g/Km) | 0–100 km/h (secondi) | Velocità max (Km/h) | Consumo medio (Km/l) |
| 1.0 16v S-TEC II           | dal debutto   | 4 cylinder                       | 1.005          | 63 kW (50 CV)  | 115 N.m                 | 135                  | 13,5                 | 150                 | 15,2                 |
| 1.0 16v GM II              |               |                                  |                |                |                         |                      |                      |                     |                      |
| 1.2 16V D4F II             | dal debutto   | 4 cilindri in linea, Benzina     | 1.206          | 62 kW (84 CV)  | 114 N·m @3.800 giri/min | 132                  | 12,8                 | 170                 | 18,2                 |
| 1.2 16V S-Tec II Eco Logic | dal debutto   | 4 cilindri in linea, Benzina-GPL | 1.206          | 60 kW (82 CV)  | 114 N·m @3.800 giri/min | 116                  | 12,8                 | 170                 | 13,9                 |
| 1.4 16V E-Tec              | dal debutto   | 4 cilindri in linea, Benzina     | 1.399          | 74 kW (101 CV) | 131 N·m @4.200 giri/min | 140                  | 11,9                 | 175                 | 16,9                 |
| 1.6 16V Ecotec             | non importato | 4 cilindri in linea, Benzina     | 1.598          | 76 kW (103 CV) | 145 N·m @3.600 giri/min | 182                  | 10,0                 | 190                 | 14,3                 |

### Modelli speciali
Nel 2003 la Chevrolet sviluppò la Aveo XTREME, versione sportiva dell'utilitaria statunitense. Rispetto al modello di base presentava un nuovo body kit aerodinamico che implementava diverse prese d'aria per il raffreddamento delle componenti meccaniche della vettura, un nuovo impianto di illuminazione che sfruttava la tecnologia LED e nuovi accessori per la dotazione di bordo.

### Veicoli derivati

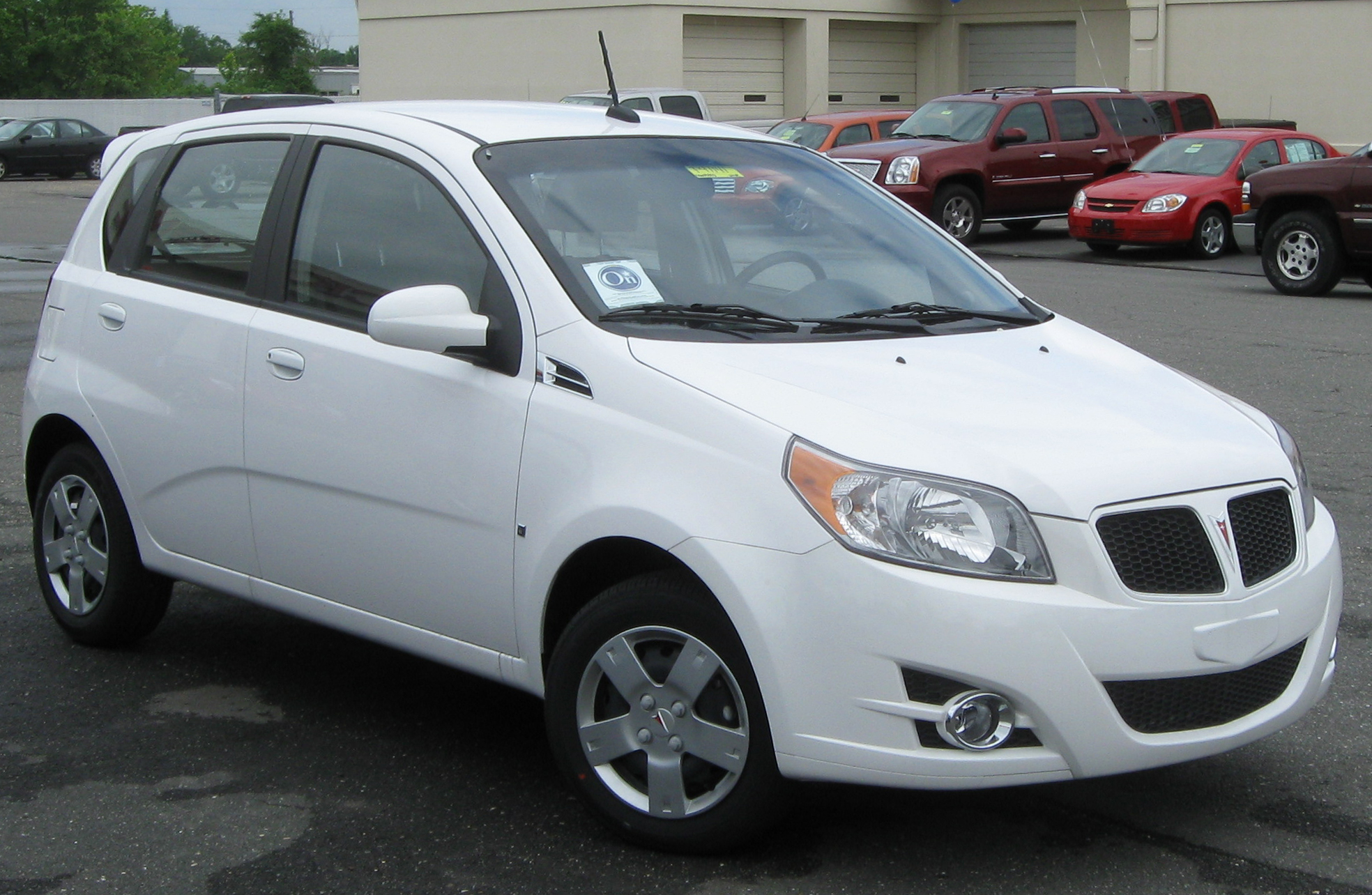
La Pontiac G3 Wave cinque porte

Dall'Aveo T250 sono state ricavate numerose utilitarie vendute in tutto il mondo sotto differenti denominazioni: oltre alla già citata Daewoo Gentra (il cui nome deriva dalle parole Gentleman ovvero gentiluomo e Transportation ovvero mezzo di trasporto) riservata al mercato coreano è stata venduta negli Stati Uniti e in Messico anche dal marchio Pontiac come G3 mentre in Canada come Pontiac G3 Wave. Le versioni griffate Suzuki Swift+ sono state introdotte in Canada nel 2009 per sostituire la precedente serie T200 derivata dalla Kalos. Sul mercato australiano invece l'Aveo ha mantenuto la denominazione di Holden Barina assunta già in passato. Uno dei punti deboli accusati anche dalla clientela australiana è stata la scarsa sicurezza in caso d'impatto.

Sul mercato cinese l'Aveo cinque porte ha mantenuto la denominazione originale mentre la versione berlina viene venduta come Chevrolet Lova ed è stata ristilizzata nel 2010. Inoltre, sempre in Cina, è stata presentata nel 2007 al Salone dell'auto di Shanghai la concept car Aveo Iron Man Edition caratterizzata da un'estetica off-road con protezioni laterali e scudi paracolpi.

## Seconda generazione (2011-2020)
La prima serie di Aveo ottenne un successo tale da diventare il modello più venduto del marchio Chevrolet (prima dell’introduzione della Cruze). Per la seconda generazione i vertici General Motors optarono per un progetto totalmente inedito (codice T300), un'autovettura di segmento B soprattutto più grande e spaziosa con estetica originale da vendere globalmente con il solo marchio Chevrolet. Lo sviluppo si svolse in Corea del Sud alla GM Daewoo ma coinvolse soprattutto la Opel per la progettazione della piattaforma e delle motorizzazioni.

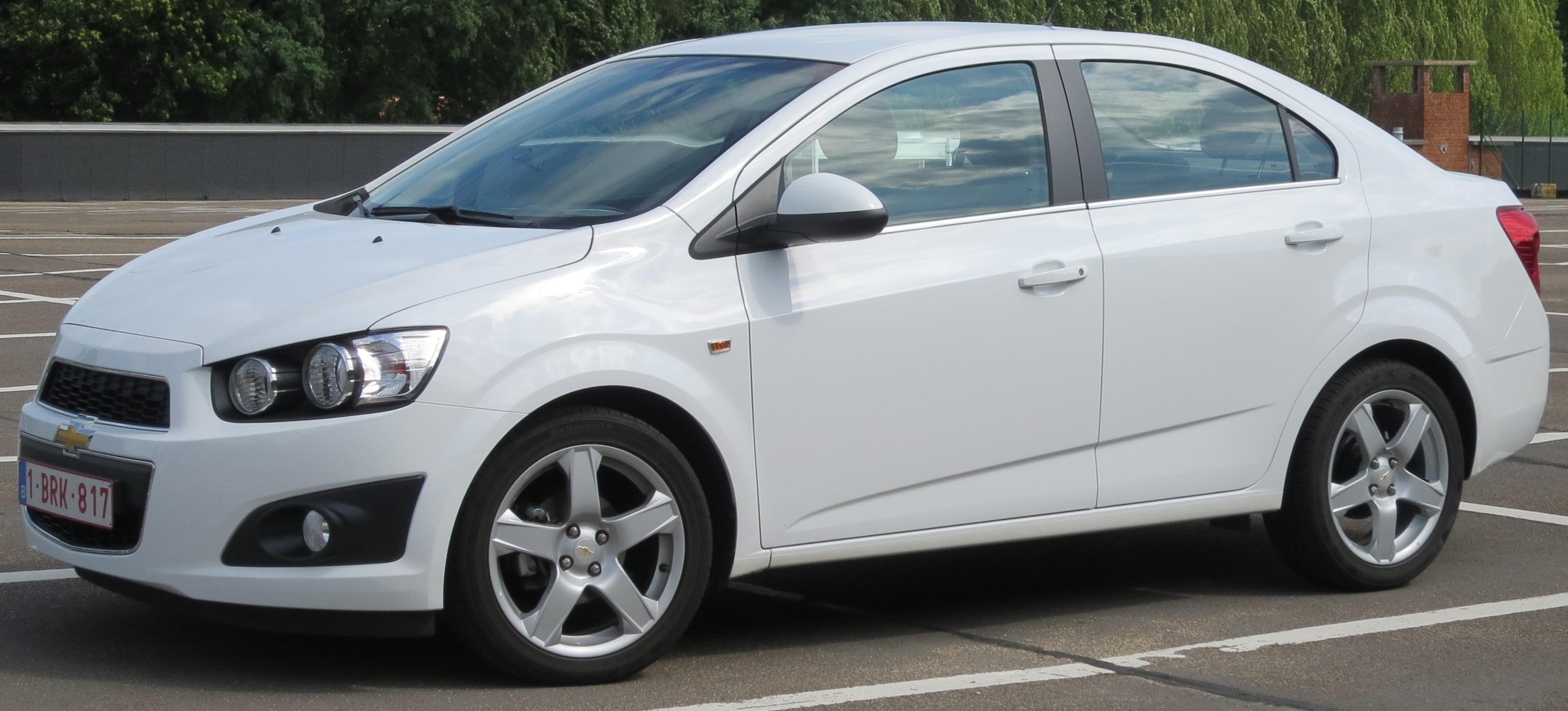
Aveo in versione berlina tre volumi

Il design venne già approvato nel 2007 ad opera di Ondrej Koromhaz che era a capo dello stile della Holden (altro marchio del gruppo General Motors) e che tra il 2005 e il 2007 migrò alla GM Daewoo per guidare lo stile dei nuovi modelli a marchio Chevrolet. Per il pianale di base, a causa della rottura degli accordi con il gruppo Fiat non venne utilizzata la piattaforma Small della Opel Corsa D (comune alla Fiat Grande Punto) ma venne sviluppato il nuovo telaio GM Gamma II. Nel 2010 al Salone di Detroit viene presentato il prototipo Chevrolet Aveo RS, praticamente definitivo che anticipava la seconda generazione.
Il debutto ufficiale avviene al salone di Parigi nell’autunno del 2010 accompagnata dalla monovolume Orlando e dalla Cruze a 5 porte. Disponibile in due carrozzerie, cinque porte e berlina quattro porte, lunghe rispettivamente 4,039 metri la prima e 4,399 metri la berlina entrambe sono caratterizzate dal frontale con i fari non incapsulati con elementi circolari, la cinque porte possiede la maniglia delle portiere posteriori nascoste sul montante, la berlina 4 porte invece possiede la classica maniglia sulla portiera. In Europa le vendite sono partite dall’estate del 2011.

### Meccanica
La Aveo di seconda generazione utilizza la nuova piattaforma Gamma II sviluppata da Opel e adotta sospensioni anteriori a montanti MacPherson con molle elicoidali e barra stabilizzatrice, le sospensioni posteriori sono di tipo semi-indipendente a ponte torcente con profilo tubolare a V a doppia parete e ammortizzatori a gas. I freni anteriori sono a disco autoventilati e quelli posteriori a tamburo. L'isolamento acustico viene migliorato dal 10 al 40 per cento rispetto alla vecchia serie, grazie all'adozione di nuovi materiali. Il serbatoio, dalla capacità di 46 litri, è posizionato tra la sospensioni posteriori. La carrozzeria utilizza una maggiore quantità di acciai alto-resistenziali in grado di sopportare una trazione fino a 1000 MPa e acciai a deformazione programmata. I modelli europei dispongono di serie dell’ABS e dell’EBD, controllo elettronico della stabilità e della trazione (ESC) e dal servosterzo elettrico su colonna (EPS) oltre a sei airbag su tutti i modelli.
Nel 2011 la seconda generazione viene sottoposta ai test dell'EuroNCAP ottenendo in questo caso il punteggio di 5 stelle.

### Produzione
La produzione partì ufficialmente nella primavera del 2011 presso lo stabilimento GM Daewoo di Incheon in Corea del Sud e le esportazioni in Europa incominciarono nell’estate dello stesso anno. Il nome Chevrolet Aveo debuttò per la prima volta in Corea del Sud in quanto il marchio Daewoo era stato soppresso dalla General Motors e sostituito da quello Chevrolet. La gamma motori europea e coreana era composta dalle nuove motorizzazioni Ecotec sviluppate da Opel dalla cilindrata da 1.2, 1.4 e 1.6 litri benzina a cui si aggiunse per la prima volta il piccolo 1.3 Multijet diesel di origine Fiat.
Per il modello nord americano la General Motors optò per un cambio di denominazione della vettura per distaccarla dalla precedente Aveo che ottenne un successo modesto negli USA e venne criticata per la bassa qualità costruttiva. I vertici decisero così di ribattezzarla Chevrolet Sonic e di produrla direttamente negli Stati Uniti nello stabilimento di Orion in Michigan. La vettura era identica alla Aveo venduta nel resto del mondo, ed era venduta sia in versione cinque porte che berlina quattro porte; le uniche modifiche riguardavano un differente set-up delle sospensioni curato dalla Corvette Racing per renderle più rigide e migliorare la tenuta di strada. La gamma di motorizzazioni in USA era composta da un 1.8 Ecotec 16V da 138 cavalli abbinato ad un cambio manuale a 5 rapporti o automatico a 6 rapporti e dal 1.4 turbo Ecotec 16V erogante 140 cavalli disponibile solo com cambio automatico a 6 rapporti. Successivamente la denominazione Chevrolet Sonic venne adottata anche in Canada, e in Messico (dove la vecchia Aveo era rimasta in produzione). In Messico venne prodotta localmente nello stabilimento di Ramos Arizpe sempre a partite dal 2011 per essere esportata nei paesi del Centro America.
Sempre nel 2011 partono le vendite in Australia e Nuova Zelanda marchiata Holden Barina; il marchio Holden è l’unico utilizzato da GM per vendere i propri veicoli nel continente australiano.
In molti paesi sud americani come Brasile ed Argentina la Aveo venne importata dalla Corea del Sud e venduta ribattezzata Sonic. In Colombia venne assemblata a Bogotà con tutti i pezzi provenienti dal Messico.
Nel 2012 parte la produzione in Tailandia nello stabilimento di Rayong con il nome Sonic e molti componenti importati direttamente dalla fabbrica di Incheon in Corea del Sud. I Modelli prodotti in Tailandia vennero esportati nei paesi ASEAN come Filippine, Indonesia e Malesia nonché in Giappone. Nei restanti paesi asiatici la vettura era importata dalla Corea del Sud.
In Russia venne assemblata dal dicembre 2012 in CKD dalla GAZ nella fabbrica di Nižnij Novgorod con tutti i componenti importati dalla Corea del Sud. La produzione termina nel 2015 a causa delle basse richieste.
In India la Aveo venne lanciata nel 2012 assemblata dalla GM India nello stabilimento di Pune e nello stesso anno partì la produzione anche in Cina prodotta dalla SAIC-GM nello stabilimento di Yantai.
Nel 2015 la General Motors decise di ritirare il marchio Chevrolet dal mercato europeo e di conseguenza tutti i modelli compreso la Aveo; ciò provocò una forte diminuzione della produzione nello stabilimento sud coreano. Due anni più tardi la Aveo viene soppressa anche in India, Tailandia e molti paesi asiatici a causa della bassa richiesta. Le esportazione in Sud America terminarono nel 2017 a causa della bassa domanda dovuta al forte successo della Chevrolet Onix prodotta localmente e dai prezzi molto più bassi. Nello stesso anno termina l’assemblaggio in India in quanto la General Motors si ritira dal mercato vendendo la fabbrica alla SAIC.

### Restyling 2016

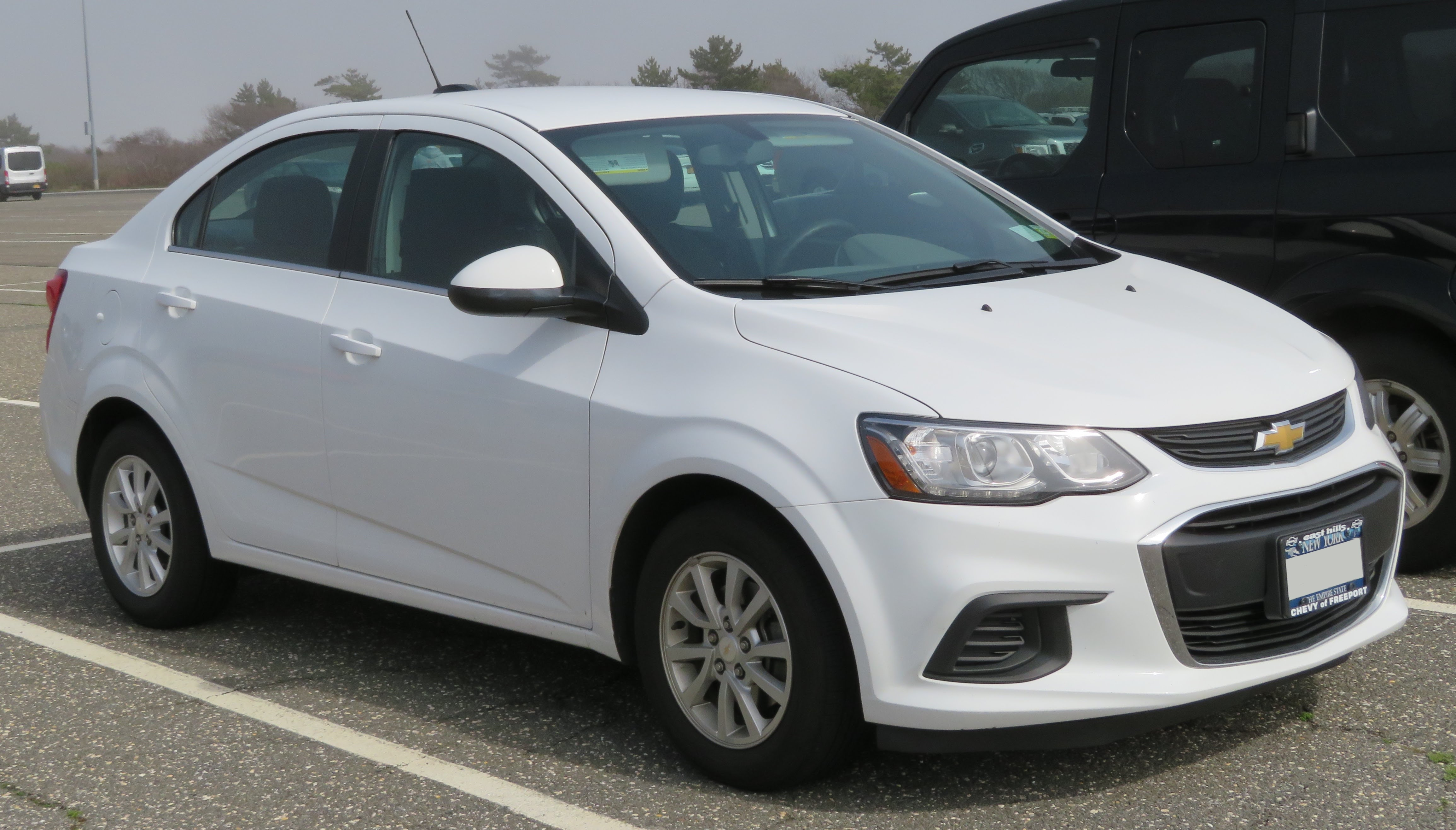
La Aveo dopo il restyling 2016

Nel marzo 2016 al Salone dell'automobile di New York viene presentato il restyling dell'Aveo; le modifiche riguardano soprattutto il muso dove viene adottato un nuovo frontale ispirato nello stile alla sportiva Chevrolet Camaro con nuovi fanali classici con luci diurne a LED, mascherina che incorpora il logo Chevrolet e una ampia presa d'aria nel paraurti. Nella coda debuttano nuovi fanali a sfondo trasparente, nuovi paraurti e sulla berlina tre volumi un nuovo portellone con optional anche un piccolo spoiler. Nuovi cerchi in lega e minigonne dal disegno inedito sui modelli di punta. L’interno porta al debutto la nuova strumentazione a lancette classica (la vecchia digitale stile moto non venne gradita dalla clientela) e il nuovo sistema multimediale MyLink con connessione wi-fi, internet 4G, bluetooth, touchscreen da 7 pollici e GM OnStar, Apple CarPlay e Android Auto.
Nel 2019 esce di produzione il modello fabbricato in Corea del Sud e nell’ottobre 2020 viene annunciato dalla General Motors la fine della produzione della versione americana presso lo stabilimento Orion Assembly in Michigan.

### Motorizzazioni
| Modello             | Disponibilità | Motore                       | Cilindrata cm³ | Potenza         | Coppia massima          | Emissioni CO2 (g/Km) | 0–100 km/h (secondi) | Velocità max (Km/h) | Consumo medio (Km/l) |
| 1.2 16V 70          | dal debutto   | 4 cilindri in linea, Benzina | 1.229          | 51 kW (69 CV)   | 115 N·m @4.000 giri/min | 138                  | 14,3                 | 162                 | 16,9                 |
| 1.2 16V 85          | dal debutto   | 4 cilindri in linea, Benzina | 1.229          | 63 kW (86 CV)   | 115 N·m @4.000 giri/min | 129                  | 13,4                 | 171                 | 18,2                 |
| 1.4 16V automatica  | dal debutto   | 4 cilindri in linea, Benzina | 1.398          | 74 kW (101 CV)  | 130 N·m @4.000 giri/min | 159                  | 13,1                 | 175                 | 15,9                 |
| 1.4 16V Turbo       | dal 2015      | 4 cilindri in linea, Benzina | 1.398          | 103 kW (140 CV) | 200 N·m @3.000 giri/min | -                    | -                    | -                   | 14,6                 |
| 1.6 16V automatica  | non importata | 4 cilindri in linea, Benzina | 1.598          | 85 kW (116 CV)  | 155 N·m @4.000 giri/min | 169                  | 11,7                 | 173                 | 13,9                 |
| 1.3 16V Multijet 75 | dal debutto   | 4 cilindri in linea, Diesel  | 1.248          | 55 kW (75 CV)   | 190 N·m @1.750 giri/min | 99                   | 14,2                 | 163                 | 26,3                 |
| 1.3 16V Multijet 95 | dal debutto   | 4 cilindri in linea, Diesel  | 1.248          | 70 kW (95 CV)   | 190 N·m @1.750 giri/min | 95                   | 11,7                 | 174                 | 27,8                 |